# Bolitoglossa synoria
Espèce
Statut de conservation UICN

 CR B1ab(iii) : 
En danger critique
Bolitoglossa synoria est une espèce d'urodèles de la famille des Plethodontidae.

## Répartition
Cette espèce se rencontre vers 2 150 m d'altitude :
- dans l'Ouest du Honduras sur le Cerro El Pital dans le département d'Ocotepeque ;
- dans le Nord-Ouest du Salvador nord le Cerro El Pital dans le département de Chalatenango.

## Publication originale
- McCranie & Köhler, 1999 : A new species of salamander of the Bolitoglossa dunni group from Cerro El Pital, Honduras and El Salvador. Senckenbergiana Biologica, vol. 78, p. 225-229.